# Erhard Loretan
Erhard Loretan (ur. 28 kwietnia 1959, zm. 28 kwietnia 2011) – szwajcarski himalaista, zdobywca wszystkich 14 ośmiotysięcznych szczytów.

## Życiorys
Wspinaczkę zaczął uprawiać w wieku 11 lat. Jego pierwszym znaczącym osiągnięciem wspinaczkowym było zdobycie 4 lata później szczytu Doldenhorn (3645 m), który osiągnął trudną skalną drogą prowadzącą wschodnią granią. W roku 1981 został przewodnikiem górskim. Rok później po raz pierwszy stanął na ośmiotysięcznym szczycie, którym była Nanga Parbat. W ciągu 13 lat zdobył Koronę Himalajów i Karakorum, stając się w roku 1995 trzecim w historii (po Reinholdzie Messnerze i Jerzym Kukuczce) himalaistą, który dokonał tego osiągnięcia.
Był jednym z pierwszych (obok m.in. Wojciecha Kurtyki) prekursorem wprowadzenia do wspinaczki wysokogórskiej stylu alpejskiego, w którym mała grupa wspinaczy do minimum ogranicza sprzęt i czas potrzebny do pokonania szczytu oraz nie korzysta z tlenu. Prawie wszystkie zdobyte szczyty w górach wysokich pokonał właśnie w ten sposób.
W grudniu 2002 roku przeżył osobistą tragedię, powodując śmierć swojego 7-miesięcznego syna poprzez zbyt gwałtowne potrząsanie.
W dniu swoich 52. urodzin Loretan wspinał się ze swoją partnerką życiową, Xenią Minder, na szczyt Grünhorn (4043 m n.p.m.). W trakcie wspinaczki Xenia poślizgnęła się i spadając pociągnęła za sobą Loretana, który po upadku z ok. 200 metrów zmarł w szpitalu.

## Historia zdobycia Korony Himalajów i Karakorum
1. 1982 – Nanga Parbat
2. 1983 – Gaszerbrum II
3. 1983 – Gaszerbrum I
4. 1983 – Broad Peak
5. 1984 – Manaslu
6. 1984 – Annapurna
7. 1985 – K2
8. 1985 – Dhaulagiri
9. 1986 – Mount Everest
10. 1990 – Czo Oju
11. 1990 – Sziszapangma
12. 1991 – Makalu
13. 1994 – Lhotse
14. 1995 – Kanczendzonga